# Římskokatolická farnost Dobrš
Římskokatolická farnost Dobrš je bývalým územním společenstvím římských katolíků v rámci strakonického vikariátu českobudějovické diecéze. Farnost zanikla 31. prosince 2019, k počátku roku 2020 byla v rámci reorganizace českobudějovické diecéze sloučena do farnosti Čestice. Farním kostelem byl kostel Zvěstování Páně v Dobrši, části obce Drážov.

## O farnosti

### Historie
Vesnice vznikla ve 13. století a z roku 1367 je první písemná zmínka o místní plebánii. Kromě farního kostela Zvěstování Páně byl na Dobrši postaven též románský kostelík svatých mučedníků Jana a Pavla. Kostel Zvěstování Páně byl v roce 1420 přestavěn goticky. Ve druhé polovině 17. století nebyla farnost obsazená a její správa byla prováděna z Vacova a z Čestic. V roce 1709 zde byla zřízena expozitura, povýšená v roce 1725 na samostatnou farnost. V této době zde působil Ondřej František Jakub de Waldt. Nejstarší dochované matriční knihy jsou z roku 1697.
V letech 1967–2008 zde jako duchovní správce působil kněz kongregace petrinů a politický vězeň, P. Martin František Vích, CFSsS (1921–2008). Za Otcem Martinem přicházeli nejen místní a lidé z blízkého, ale přijížděli z celé republiky. Fara na Dobrši za jeho života sloužila pobytům mládeže, studentů, skautů, rodin s dětmi nebo organizacím pomáhajícím hendikepovaným. P. Vích věnoval významnou část odškodného za roky, strávené komunistických lágrech, na opravu fary, aby mohla sloužit svému účelu.

#### Duchovní správa
Dobršskou farnost spravovali následující kněží:
- 1377 – farář Bohušek († 1377)
- 1377–1390 – kněz Jan a kněz Ojíř
- 1390–1391 – kněz Mikuláš z pražského kostela P. Marie
- 1391–1400 – kněz Jan
- od 1400 – kněz Jakub, řečený Trdlo
- do 1408 – Bohuslav
- 1408 – Jašek z chodského Újezdu
- 1435 – Jan († 1435)
- od 4. 8. 1434 – Jan Kredlík z Písku
- fara zanikla, obnovena 1561
- 1574 – Jan Krakovský
- 1657 – Stanislav Janeček
- 1698–1699 – Karel Funk
- 1699–1701 – František Gräfflich
- 1701–1702 – Lukáš Ondřej Pakosta
- 1703–1705 – Karel Tobiáš Hilarius
- 1705–1706 – Daniel Bautz
- 1706–1707 – Matěj Schulpach
- 1707–1708 – Ignác Paulinus
- 1708–1751 – Ondřej František Jakub de Waldt
- 1751–1763 – Jan Nedvěd
- 1763–1772 – Matěj Tomáš Skřivan
- 1772–1780 – Vojtěch Jakub
- 1780–1782 – Václav Veselý
- 1783–1794 – Jan Jiří Hosler
- 1794–1808 – Václav Charvát
- 1808–1823 – Jan Kazimír Winter
- 1823–1835 – Ferdinand Leopold
- 1836–1856 – Václav Břečka
- 1856–1866 – Martin Klouček
- 1866–1867 – František Kupka (administrátor)
- 1867–1891 – Václav Bezděka
- 1891–1894 – Matěj Šulisa
- 1895–1898 – Antonín Hejret
- 1898–1908 – Matěj Bohatý
- 1909–1918 – Jan Timr
- 1920–1960 – Josef Hašpl
- 1961–1967 – Bernard Šiman[7][8][9]
- 1967–2008 – Martin František Vích
  - spolu s ním též Michael Jiří Charvát
- 2008–2019 – Jan Janoušek (administrátor)
- od 2020 – Jan Löffelmann (administrátor)

### Současnost
Po smrti P. Vícha byla dobršská farnost přičleněna ke kollatuře farnosti Čkyně v sousedním prachatickém vikariátu, a nemá dnes sídelního duchovního správce. Posledním administrátorem excurrendo byl R. D. MVDr. Mgr. Jan Janoušek. Ten byl v roce 2019 pouze administrátorem in spiritualibus, administrátorem in materialibus byl R. D. Jan Löffelmann z Volyně. Po smrti P. Janouška v prosinci 2022 je administrátorem excurrendo Jan Löffelmann.
Českobudějovické biskupství upustilo od záměru přebudovat dobršskou faru na ubytovnu pro dělníky z pstruhařství, nedohodlo se ani na odkupu a pronájmu s jednotlivci a různými subjekty (Římskokatolická akademická farnost Praha, Sdružení pro obnovu Dobrše a další).
V roce 2024 tak prodalo českobudějovické biskupství faru rodině místních farníků, kteří ji chtějí využívat pro své privátní bydlení.
| Fotografie | Kostel                         | Místo      | Bohoslužba             | Bohoslužba                | Poznámka                       |
| ---------- | ------------------------------ | ---------- | ---------------------- | ------------------------- | ------------------------------ |
|            | Kostel svatého Jana a Pavla    | Dobrš      | neslouží se pravidelně | neslouží se pravidelně    | filiální kostel                |
|            | Kostel Zvěstování Páně         | Dobrš      | sobota                 | 16.00 v zimě 18.00 v létě | filiální, bývalý farní kostel  |
|            | Kaple Panny Marie              | Drážov     | neslouží se pravidelně | neslouží se pravidelně    | obecní kaple                   |
|            | Kaple                          | Dřešínek   | neslouží se pravidelně | neslouží se pravidelně    | obecní kaple                   |
|            | Kaple Panny Marie              | Kváskovice | neslouží se pravidelně | neslouží se pravidelně    | obecní kaple                   |
|            | Kaple                          | Nová Ves   | neslouží se pravidelně | neslouží se pravidelně    | obecní kaple                   |
|            | Kaple Nejsvětějšího Srdce Páně | Vacovice   | neslouží se pravidelně | neslouží se pravidelně    | obecní kaple                   |
|            | Kaple                          | Víska      | neslouží se pravidelně | neslouží se pravidelně    | align="center" \| obecní kaple |
|            | Kaple svatého Jana Nepomuckého | Zálesí     | neslouží se pravidelně | neslouží se pravidelně    | obecní kaple                   |

## Fotogalerie

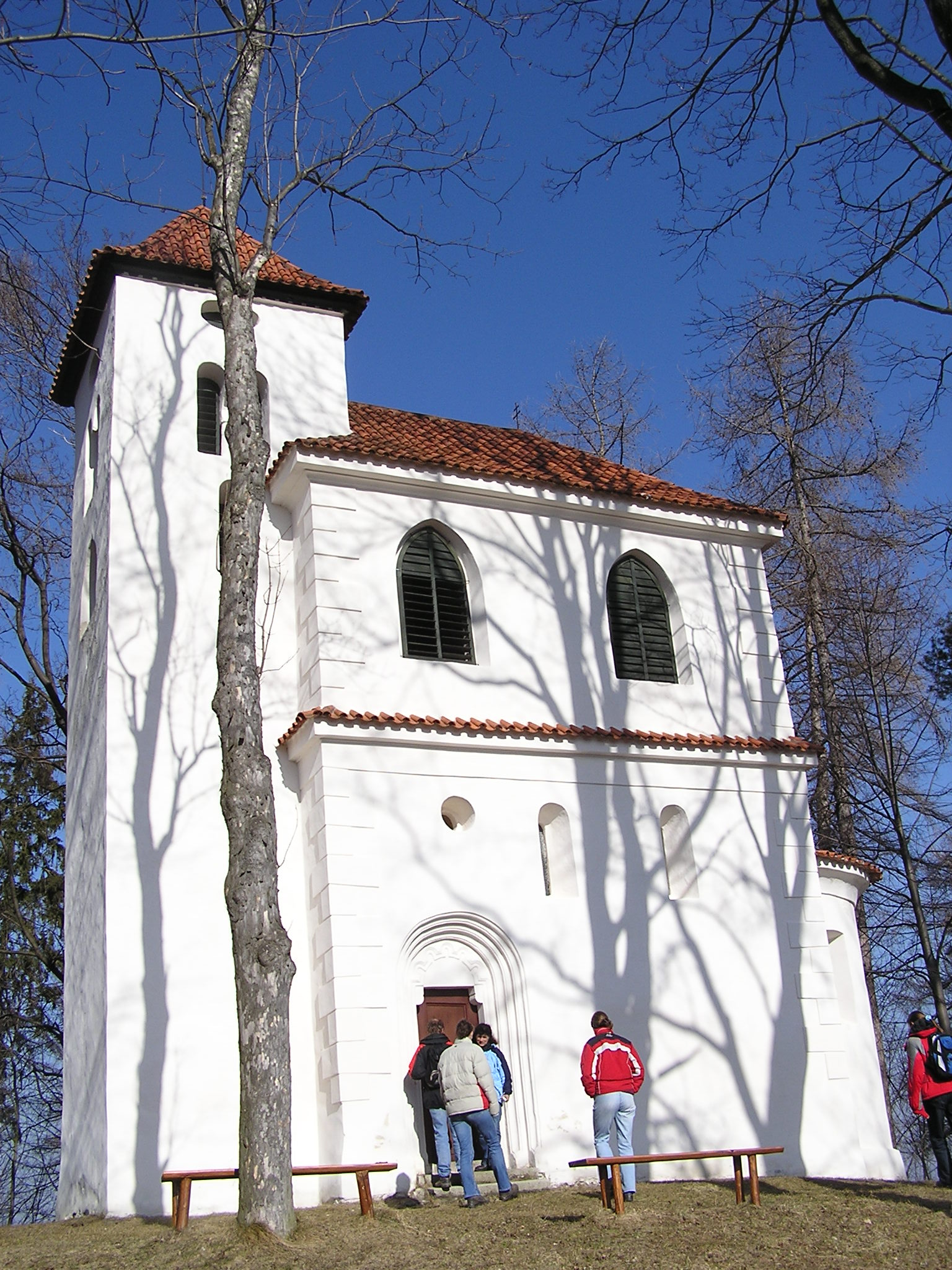
Kostel svatého Jana a Pavla
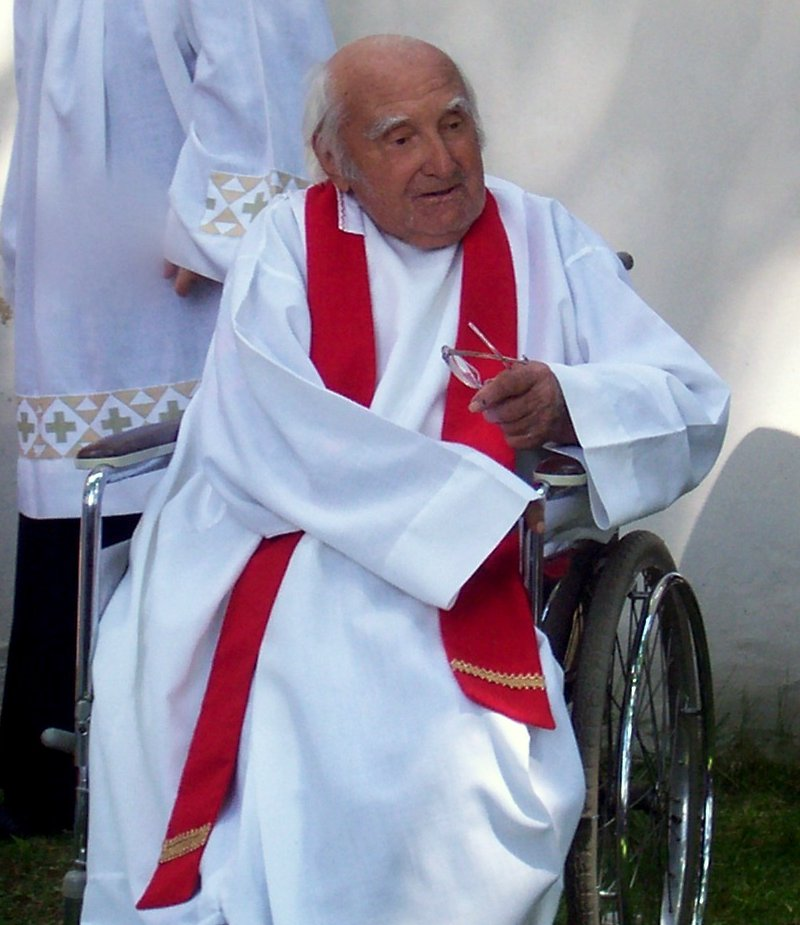
Martin František Vích
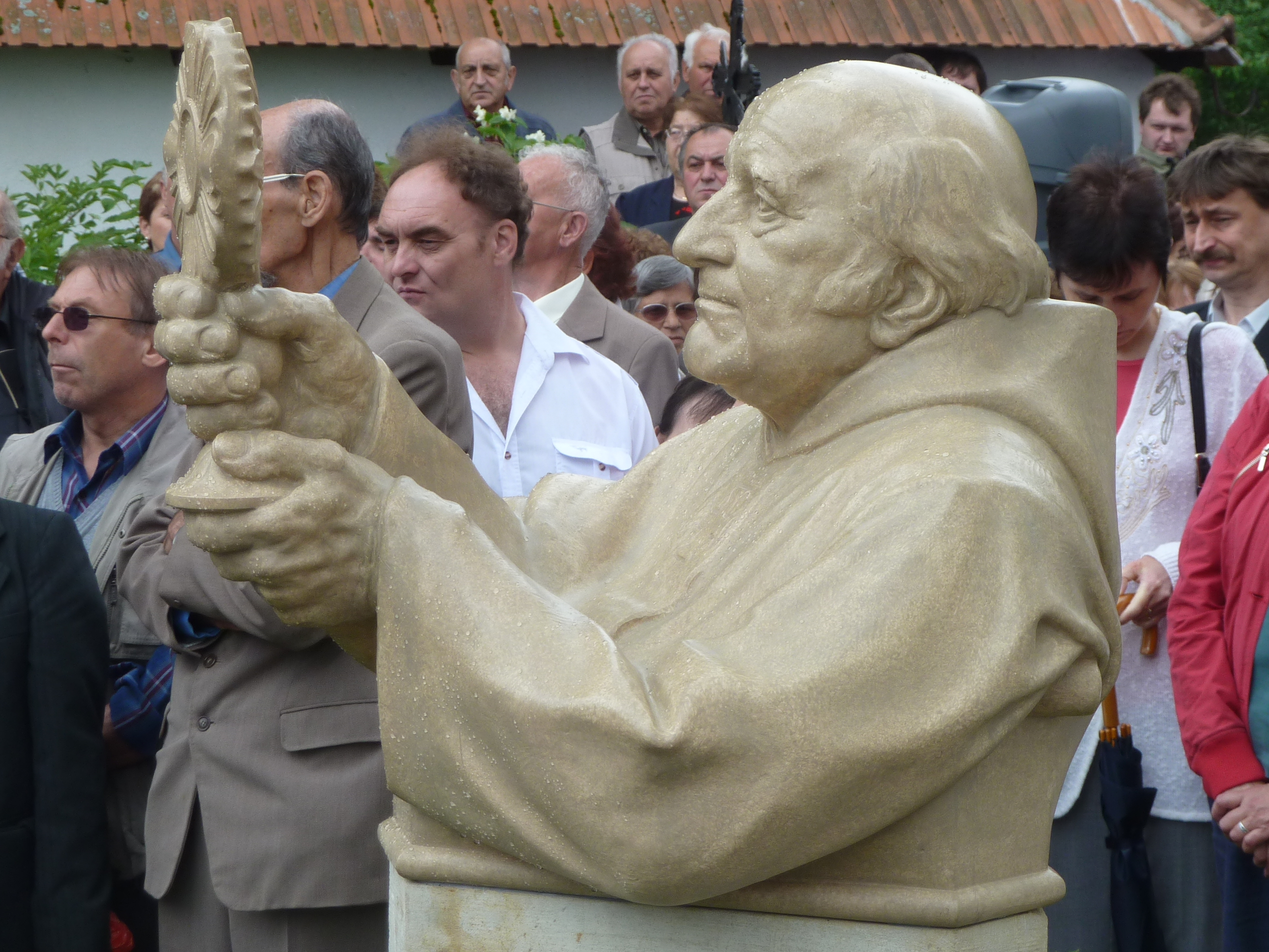
Pomník Martina Františka Vícha (2011)
Jan Janoušek